# Leo Wohleb

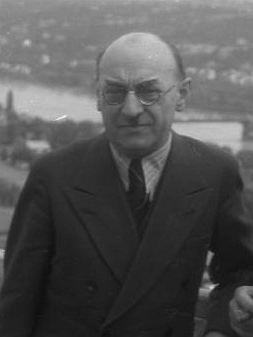
Leo Wohleb (1948) auf der Rittersturz-Konferenz.

Leo Joseph Wohleb (* 2. September 1888 in Freiburg im Breisgau; † 12. März 1955 in Frankfurt am Main) war ein deutscher Philologe, Lehrer und Politiker (Zentrum, CDU). Von 1947 bis 1952 war er Staatspräsident des Landes Baden.

## Ausbildung und Beruf

### Kindheit und Jugend
Leo Wohleb war das erste Kind aus der Ehe Joseph Wohlebs mit Luise Stephanie, geb. Streicher, aus Gottenheim am Tuniberg (Baden). Der Vater, Buchhalter in einem Rechtsanwaltsbüro und zugleich Verrechner der Kirchensteuerkasse der Stadtpfarrei von St. Martin, entstammte einer alteingesessenen Freiburger Bürgerfamilie. Leo wurde wie sein Bruder Joseph Ludolph (1892–1960) und seine ebenfalls nachgeborene Schwester Amelie in kirchlich geprägter katholischer Tradition erzogen. Sein Vater gehörte der badischen Zentrumspartei an, und auch Leo fühlte sich, wie er selbst einmal schrieb, aus Tradition und Überzeugung dem sozialen Flügel des Zentrums verbunden, ohne allerdings in der Partei selbst politisch aktiv hervorzutreten.
Im Freiburger Berthold-Gymnasium erhielt der junge Leo zahlreiche Klassenpreise und bestand 1907 das Abitur als Jahrgangsbester.

### Studium
Zum Wintersemester 1907 schrieb Wohleb sich an der Universität Freiburg in den Fächern Klassische Archäologie, Bibelforschung und Patrologie ein, ehe er nach einigen Semestern zur Verbesserung seiner Berufsaussichten für das Lehramt an Gymnasien zur Klassischen Philologie überwechselte. Er wurde Mitglied des Philologisch-Historischen Vereins Freiburg im Naumburger Kartellverband. Das Semester vor dem ersten Staatsexamen, das Wohleb ebenfalls mit Auszeichnung ablegte, verbrachte er an der Universität Greifswald. Damals gehörte er keiner Studentenschaft an, widmete sich aber während seiner Studienzeit sozialen Problemen, indem er in Fabriken mit Arbeitern der christlichen und freien Gewerkschaften diskutierte. Einer seiner Vorbilder wurde dabei der Berliner Studentenseelsorger Carl Sonnenschein, der in seinem Sekretariat Sozialer Studentenarbeit das praktische soziale Engagement als Mittel zur Wiedergeburt des katholischen Menschen einforderte.

### Beruflicher Werdegang bis 1933
Nach dem Staatsexamen im Jahre 1912 absolvierte er das Referendariat in Freiburg, ehe er als Lehramtspraktikant ab 1914 am Bruchsaler Gymnasium eingesetzt war. Dort zeichnete er sich vor allem durch sein Geschick bei der nebenamtlichen Organisation der kommunalen Milch- und Käseversorgung aus, was dem kriegsuntauglichen Wohleb Sympathien im Karlsruher Unterrichtsministerium verschaffte. Unmittelbar vor Kriegsende wurde er als Sekretär in das Ministerium geholt (1918–1920), ehe er 1920 für zehn Jahre auf seine erste feste Stelle als Gymnasiallehrer an das Berthold-Gymnasium zurückkehrte, auf dem er selbst zur Schule gegangen war.
In den folgenden Jahren legte er den Grundstein für das hohe Ansehen, das er sowohl innerhalb der Schulverwaltung wie auch in der Welt der Wissenschaft und Forschung bald genießen sollte. Eine Untersuchung zur altchristlichen Literaturgeschichte sowie die Neubearbeitung der lateinischen Schulgrammatik von Schmalz/Wagener begründeten seinen Ruf als hervorragender Lehrer und Gelehrter. Zahlreiche weitere wissenschaftliche Aufsätze sowie eine umfangreiche wissenschaftliche Korrespondenz folgten.
Im Jahre 1921 heiratete er Maria, geb. Clorer (1894–1982) aus Breisach.
1929 wurde er Mitglied im wissenschaftlichen katholischen Studentenverein Unitas-Lichtenstein Freiburg.
Seine berufliche Laufbahn erreichte im Jahre 1930 ihren ersten Höhepunkt, als er vom badischen Kultusminister Adam Remmele, SPD, zum Direktor des Gymnasiums in Donaueschingen ernannt wurde. Dort setzte er neben seinen dienstlichen Leistungen vor allem als politischer Pädagoge in der Form Akzente, dass er bei zahlreichen Gelegenheiten – so als Festredner zur Rheinlandräumung (1930) oder zum Verfassungstag (1931) – seine Verbundenheit mit dem demokratischen Weimarer Regierungssystem unterstrich und sich werbend für demokratisches Engagement und gegen nationalistische Phrasen aussprach. Damit unterschied er sich von vielen seiner Berufskollegen, die dem parlamentarischen System distanziert gegenüberstanden und sich zum Teil bereitwillig als intellektuelle Vorkämpfer einer nationalsozialistischen Revolution betätigten.
Neben seinen unbestrittenen Qualitäten als Wissenschaftler und Pädagoge waren seine Verfassungs- und Systemtreue zweifelsohne die ausschlaggebenden Kriterien, die ihn für eine Führungstätigkeit im badischen Kultusministerium qualifizierten. Im September 1931 erfolgte die Versetzung als Referent für Gymnasien von Donaueschingen nach Karlsruhe und die Beförderung zum Oberregierungsrat.

### Berufliche Tätigkeit und persönliches Engagement 1933 bis 1945
Leo Wohleb, der parteipolitisch zu dieser Zeit nicht aktiv war, überstand die Machtergreifung der Nationalsozialisten zunächst ohne Nachteile. Am 6. Februar 1934 erhielt er aber einen Anruf des NSDAP-Gauleiters und Reichsstatthalters Robert Wagner, in dem dieser von Wohleb Rechenschaft über eine vermeintliche Ungleichbehandlung der Hitler-Jugend gegenüber katholischen Jugendorganisationen einforderte. Wohleb, der seinen Gesprächspartner am Telefon nicht erkannte, forderte seinerseits nähere Informationen von Seiten des Gesprächspartners ein. Nach heftigen und erregten Vorwürfen wegen des ungebührlichen Verhaltens Wohlebs gegenüber einem hohen Repräsentanten der Partei wurde ein weiteres Verbleiben des Gymnasialreferenten im Ministerium unmöglich.
Mit der Versetzung auf die Direktorenstelle des Gymnasiums Hohenbaden in Baden-Baden – Bemühungen, Wohleb wieder in Donaueschingen unterzubringen, scheiterten am Widerstand der dortigen lokalen NSDAP – ging die Affäre noch glimpflich aus, was Wohleb in erster Linie seinem Vorgesetzten im Ministerium, dem langjährigen Parteimitglied Herbert Kraft, zu verdanken hatte. Das Gymnasium Hohenbaden, mit seinen 180 Schülern eine kleine Anstalt, sollte bis 1945 dem geschassten Ministerialreferenten Unterschlupf bieten, immer misstrauisch beäugt von der lokalen NSDAP, auch überwacht von einzelnen Mitgliedern des Kollegiums. In seinem Lebenslauf für die Besatzungsbehörde schildert Wohleb seine Zeit in Baden-Baden wie folgt: „An eine aktive politische Tätigkeit war demnach in den ersten Jahren in Baden-Baden nicht zu denken, zumal ich von der Post, wie ich vertraulich erfuhr, überwacht wurde, bald auch (1935) in dem Baden-Badener Beiblatt des ‘Führers‘ wegen Begünstigung von Nichtariern und Halbariern angegriffen wurde und immer wieder Schwierigkeiten mit den sogenannten Hoheitsträgern hatte. Erst allmählich gewann ich Boden unter den Füßen, als die Schülerzahl des Gymnasiums wuchs, da die nicht nazistisch eingestellten Eltern ihre Kinder mit Vorliebe unserer Anstalt anvertrauten, und wir durch Aufführungen antiker Tragödien und die Leistungen der Schule auffielen. Ich begann 1938 oder 1939 Vorträge über Themen aus der griechisch-römischen Kultur- und Stadtgeschichte zu halten, die seitens der parteigegnerischen Kreise wegen ähnlichen, zeitgeschichtlichen Parallelen stark besucht wurden und die auch in den Kreisen der Zwangsparteimitglieder Beifall fanden.“

## Politische Tätigkeit

### Einteilung der Besatzungszonen im deutschen Südwesten

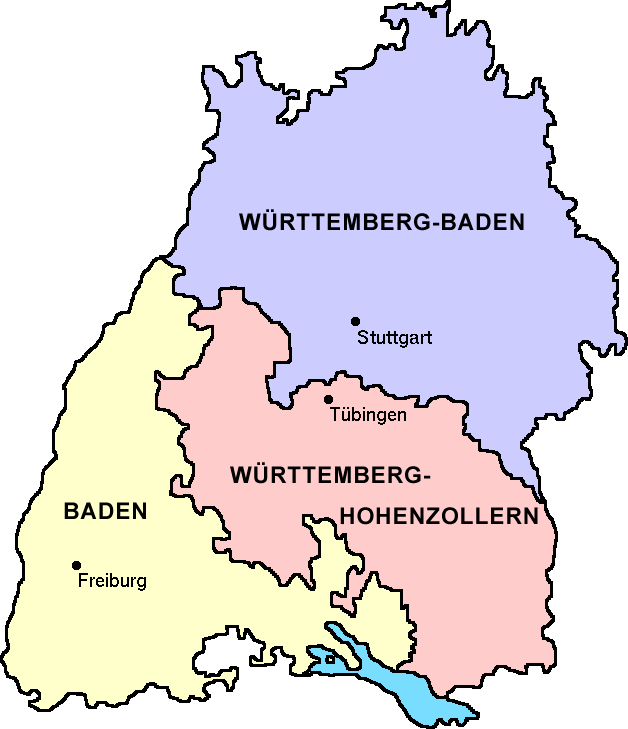
Die nach dem Krieg im Südwesten entstandenen Länder, das Land (Süd-)Baden in Gelb.

Die Planungen der drei alliierten Mächte Großbritannien, USA und Sowjetunion sahen für den Fall der militärischen Niederlage des Deutschen Reiches dessen Aufteilung in drei etwa gleich große Besatzungszonen vor; dies hatten sie noch einmal auf der Konferenz von Jalta im Januar 1945 präzisiert. Die provisorische französische Regierung, im August 1944 unter General de Gaulle gebildet, blieb nach diesen Planungen von einem gleichrangigen Mitspracherecht in den deutschen Angelegenheiten ausgeschlossen. Damit wollte sich Frankreich – in seinem Selbstverständnis „erstes Opfer“ des Krieges und damit neben der Sowjetunion erster Anwärter auf die zu erwartenden umfangreichen Reparationslieferungen – nicht abfinden. Schon der Name der an der Eroberung der französischen Ostprovinzen unter amerikanischem Oberbefehl teilnehmenden französischen Division unter General de Lattre de Tassigny „Rhin et Danube“ war Programm. Anfang April überschritten französische Truppen bei Speyer und Philippsburg den Rhein. Zentrale Rollen in den militärisch-politischen Zielsetzungen de Gaulles spielten die beiden Landeshauptstädte Stuttgart und Karlsruhe; mit diesen Faustpfändern in der Hand wollte der französische Regierungschef gegenüber den Alliierten eine eigene Besatzungszone erreichen. Er erteilte deshalb de Lattre de Tassigny den Befehl, sich nach der Eroberung Karlsruhes Anfang April 1945 auch der württembergischen Landeshauptstadt noch vor den Amerikanern zu bemächtigen. Dies gelang: Am 22. April übergab der Stuttgarter Oberbürgermeister die Stadt. De Gaulle schuf vollendete Tatsachen: Er richtete trotz des Protestes der Amerikaner in Karlsruhe und Stuttgart Militärregierungen ein und bemühte sich, für beide Länder jeweils eine einheitliche zivile Landesverwaltung ins Leben zu rufen. Landesdirektoren für Kultus, Justiz, Finanzen etc. wurden ernannt.
Die Amerikaner fanden sich mit der einseitig durch Frankreich vorgenommenen Abgrenzung der Besatzungszonen in Südwestdeutschland, die mit gültigen Absprachen in Widerspruch stand, nicht gänzlich ab. Unter Androhung massiven wirtschaftlichen Drucks gelang es ihnen, dass sich die französischen Truppen Anfang Juli 1945 hinter eine Linie südlich der Autobahn Karlsruhe–Ulm zurückzogen und ihnen damit die administrativen und wirtschaftlichen Zentren Badens und Württembergs, Karlsruhe und Stuttgart, überließen. Dies änderte jedoch nichts an der Tatsache, dass der deutsche Südwesten von nun an nicht mehr durch eine historische Grenze in West und Ost, sondern entlang einer willkürlichen Linie, die lediglich dem verkehrstechnischen Kalkül der US-Militärbehörden entsprach, in Nord und Süd geteilt war. Die Amerikaner trugen dem insofern sehr rasch Rechnung, als sie ihre Teile der alten südwestdeutschen Länder zwangsvereinigten und am 19. September 1945 das Land Württemberg-Baden proklamierten. Damit hatten Baden und Württemberg faktisch zu bestehen aufgehört.

Wappen Badens

Freiburg und Tübingen wurden Sitz französischer Militärregierungen, in den gleichen Städten etablierten sich unmittelbar darauf unter französischer Kontrolle stehende deutsche Verwaltungen. Aus diesen Verwaltungen entstanden schließlich die beiden Länder (Süd-)Baden und Württemberg-Hohenzollern.

### 1945: Mitglied der Kultusverwaltung in Karlsruhe und Freiburg
Als einer der wenigen unbelasteten Beamten des höheren Dienstes konnte Wohleb bereits wenige Wochen nach Kriegsende dort anknüpfen, wo er 1934 hatte aufhören müssen: als Referent für Hochschulwesen in der neu etablierten Kultusverwaltung in Karlsruhe.
Als Nordbaden der amerikanischen Besatzungszone zugeschlagen wurde und die französische Besatzungsmacht die deutschen Verwaltungen aus Karlsruhe nach Freiburg verlegte, folgte Wohleb dem Umzug der Kultusverwaltung, die sich für die französische Besatzungszone gebildet hatte, im September 1945 nach Freiburg.
Schon im November 1945 trat Wohleb, der inzwischen neuer Leiter des Hochschulreferats der Kultusverwaltung war, zum Christlich-Sozialen Volksbund bei. Wenige Tage darauf, am 20. Dezember 1945, entstand aus dem Volksbund und anderen im Lande selbständig gegründeten Vereinigungen die Badische Christlich-Soziale Volkspartei (BCSV) mit Leo Wohleb als deren Landesvorsitzenden.
Knapp ein Jahr später, am 3. Dezember 1946, ernannten ihn die Franzosen, nachdem die BCSV aus den ersten Wahlen als stärkste Kraft hervorgegangen war, zum Staatssekretär für Kultus und Unterricht und zum Präsidenten des Staatssekretariats.

### Amtszeit als badischer Staatspräsident 1947 bis 1952
Am 24. Juni 1947 wurde Wohleb vom badischen Landtag, der bis 1951 im Historischen Kaufhaus in Freiburg tagte, zum Staatspräsidenten gewählt. Damit übernahm er die politische Verantwortung in einem Lande unter Bedingungen, die keineswegs glänzend zu nennen waren. Vor allem die anfänglich rigide Wirtschaftspolitik der französischen Besatzungsmacht – Demontagen, Nahrungsmittelentnahmen, Holzeinschläge – stießen auf großes Unverständnis und Kritik in der Bevölkerung. Allerdings bot die französische Demokratisierungspolitik breiten Spielraum für eine demokratische Neuordnung, der sich Wohleb und die von ihm geführte Verwaltung intensiv widmeten. Bis 1952 sollte Leo Wohleb die Geschicke (Süd-)Badens entscheidend prägen und einer breiteren Öffentlichkeit geradezu als Verkörperung des Landes bekannt werden.

### Standpunkt in der Badenfrage
Einem größeren Publikum bekannt geblieben ist Leo Wohleb im Zusammenhang mit der Badenfrage, die zwischen 1948 und 1952 politisch aktuell war und bis heute teilweise die Gemüter erhitzt.
Am 1. Juli 1948 überreichten die Militärgouverneure der drei westlichen Besatzungszonen den Ministerpräsidenten die Frankfurter Dokumente, welche die Gründung eines westdeutschen Teilstaats herbeiführen sollten. In Dokument Nr. 2 wurden die Ministerpräsidenten beauftragt, die nach Kriegsende gezogenen Ländergrenzen einer Überprüfung zu unterziehen und präzise Vorstellungen darüber zu entwickeln, welche Grenzänderungen erforderlich waren, um nach Flächen und Einwohnerzahlen unter sich möglichst ausgewogene Länder zu schaffen, die tragende Säulen des föderativen Systems abgeben konnten. Die Frist für die Überprüfung war mit zwei Monaten sehr kurz gesetzt. Schon bei den ersten nachfolgenden Besprechungen wurde deutlich, dass eine generelle Überprüfung aller Ländergrenzen innerhalb dieser Zeit unmöglich war. Realisierbar erschien allein eine Neuregelung der Grenzverhältnisse im deutschen Südwesten, auch deswegen, weil hier ja ein von allen Regierungen im Südwesten konstatierter Handlungsbedarf bestand. Dieser ergab sich aus der für alle Beteiligten unbefriedigenden Situation, die durch die Aufteilung der historischen Länder Württemberg und Baden auf unterschiedliche Besatzungszonen entstanden war.
In dem zwischen 1948 und 1952 ausbrechenden Südweststaatkampf, in seinen politischen Handakten wie in seinem Schriftwechsel äußerst dicht dokumentiert, vertrat Wohleb konsequent den badischen Standpunkt: Das von ihm regierte Land, welches bis knapp an die Stadtgrenzen Karlsruhes heranreichte, erhob den Anspruch, legitimer Erbe und Fortsetzung des alten Landes Baden, ehemals Großherzogtum, zu sein, und führte als Teil den Namen des Ganzen. Infolgedessen war Wohleb ein strikter Gegner eines Südweststaats und forderte die Wiederherstellung Gesamtbadens als eigenständiges Land.

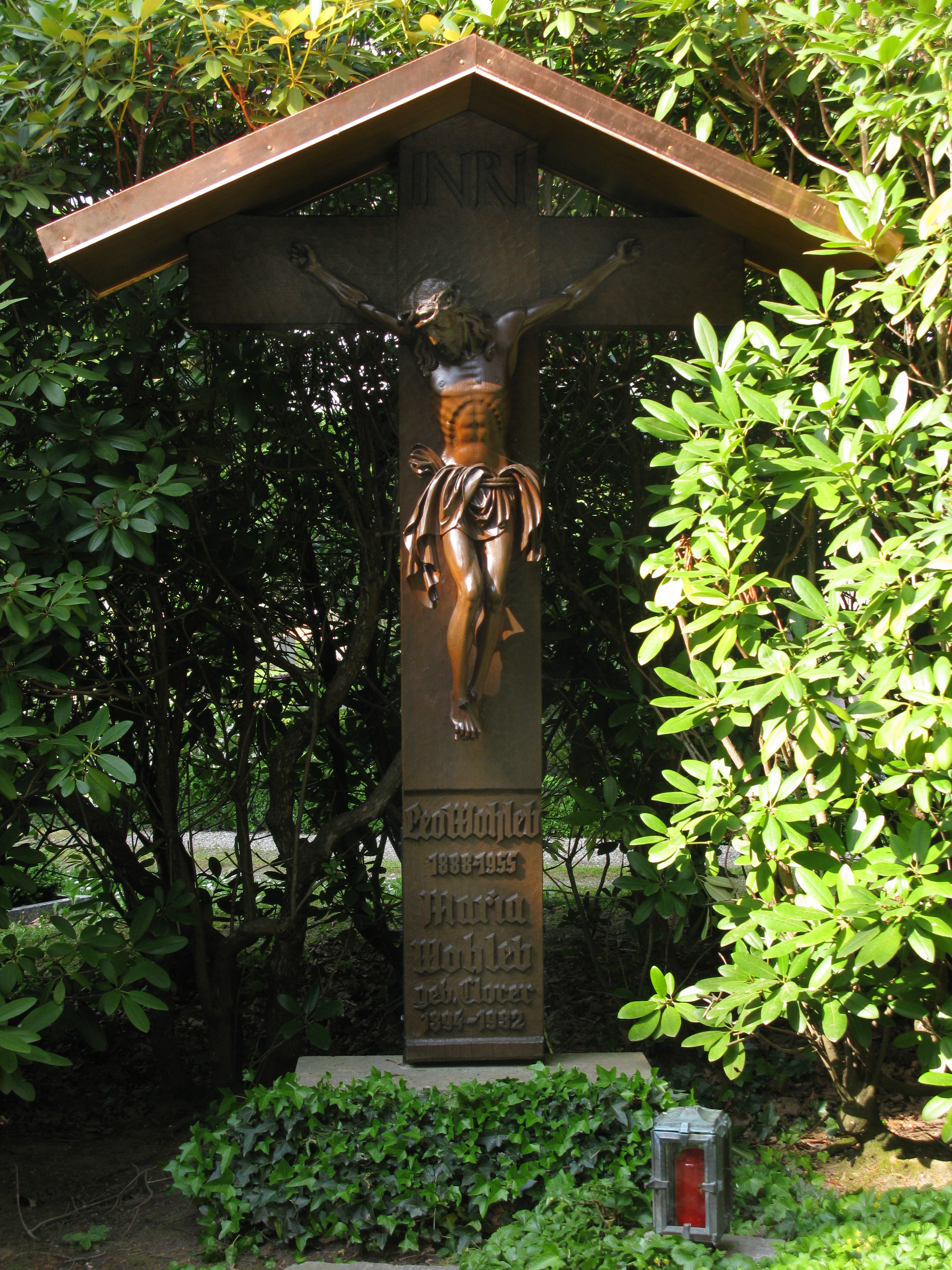
Wohlebs Grab auf dem Freiburger Hauptfriedhof

In diesem Vorhaben scheiterte Wohleb schließlich in der Volksabstimmung von 1951, was weitgehend auf die Abstimmungsmodalitäten zurückzuführen war. Nach einer 1950 durchgeführten Probeabstimmung, bei der sich in Südbaden (und Gesamtbaden) eine Mehrheit für die Wiederherstellung des alten Landes Baden, jedoch in Nordbaden, Nordwürttemberg und Württemberg-Hohenzollern für die Bildung eines Landes Baden-Württemberg ergab, beschloss der Bundesgesetzgeber, die Volksabstimmung über den Südweststaat in vier Abstimmungsbezirken stattfinden zu lassen, von denen nur drei zur Bildung des neuen Landes Baden-Württemberg zustimmen mussten. Das Bundesverfassungsgericht lehnte eine Klage gegen diesen Modus mit 6:6 Stimmen ab. Erwartungsgemäß konnte in der zwei Monate später stattfindenden Abstimmung die von Wohleb propagierte Traditionslösung nur in Südbaden erneut eine Mehrheit (62,2 %) erzielen, während Nordbaden mit 57 %, Nordwürttemberg und Württemberg-Hohenzollern mit überwältigender Mehrheit für die Gründung des Südweststaats votierten. Dass sich in Gesamtbaden wieder eine knappe Mehrheit von 52,2 % für die Eigenständigkeit Badens ergeben hatte, blieb aufgrund des Abstimmungsmodus unerheblich. Erst 1956 nach Wohlebs Tod gab das Bundesverfassungsgericht dem Antrag auf Wiederholung der Abstimmung im alten Land Baden statt, da durch die Zerlegung Badens in zwei getrennte Stimmbezirke das Votum von 1951 nicht den Anforderungen von Art. 29 GG genügt habe und der Wille der badischen Bevölkerung überspielt worden sei. Der vom Bundesgesetzgeber anzusetzende Volksentscheid in Baden wurde allerdings mehrfach verschoben und konnte erst 1970 nach einer erneuten Klage vor dem Bundesverfassungsgericht stattfinden. Er ergab dann eine große Mehrheit von 81,9 % für den Verbleib bei Baden-Württemberg.

### Tätigkeit als Erster Gesandter in Lissabon von 1952 bis 1955, Tod und Begräbnis
1952 ging das staatliche Eigenleben des Landes Baden zu Ende, noch im selben Jahr ernannte Bundeskanzler Adenauer Leo Wohleb zum Ersten Gesandten der Bundesrepublik Deutschland in Lissabon. Als letzte Diensthandlung vor seiner Pensionierung begleitete er den portugiesischen Wirtschaftsminister auf einem Deutschlandbesuch. Hier starb Leo Wohleb am 12. März 1955 an Thrombose und Lungenembolie im Universitätsklinikum Frankfurt am Main. Seinerzeitige, vom Frankfurter Oberbürgermeister Walter Kolb verbreitete Gerüchte, er sei in einem Bordell gestorben, wurden durch Recherche des Frankfurter Polizeipräsidenten Gerhard Littmann widerlegt, hielten sich aber dennoch lange; neue veröffentlichte Unterlagen (u. a. des Staatsministeriums Baden-Württemberg) bestätigten im Jahr 2014 die Widerlegung. Leo Wohleb wurde am 16. März 1955 auf dem Freiburger Hauptfriedhof in einem Staatsbegräbnis beigesetzt.

## Ehrungen
- 1952: Großkreuz des Verdienstordens der Bundesrepublik Deutschland[9][10]
- 1953: Souveräner Kaiserlich Byzantinischer Orden Konstantins des Großen[9]